# 哈拉加烏利

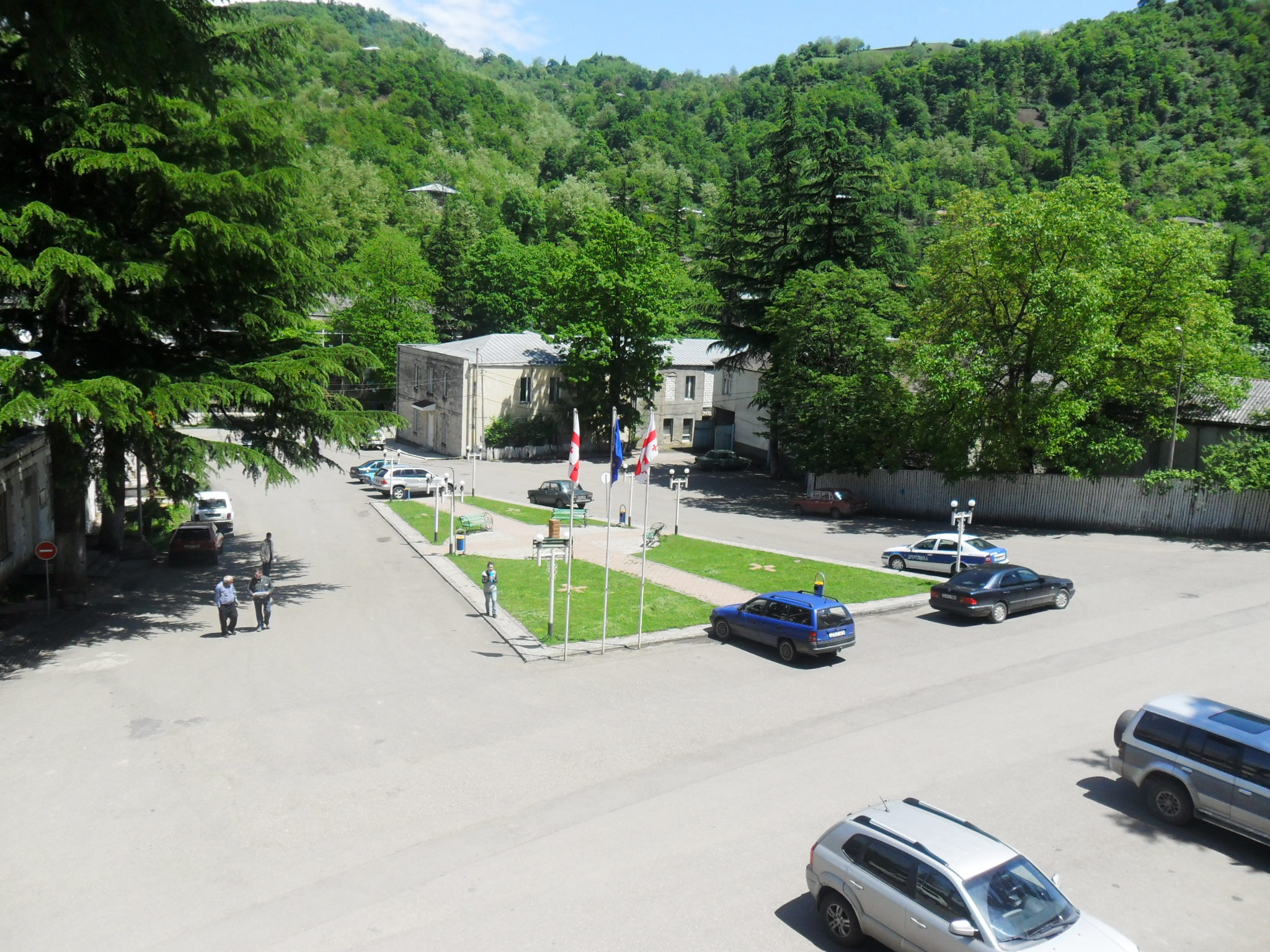
哈拉加烏利

哈拉加烏利，是格魯吉亞中西部伊梅雷蒂大区哈拉加烏利市鎮的城鎮及其行政中心。面積2.04平方公里，2014年人口1,965，人口密度每平方公里963人。